# Polog (region)

Pologs läge i Nordmakedonien

Polog (makedonska: Полог, Полошки регион) är en av de åtta statistiska regionerna i Nordmakedonien. Polog gränsar till Sydvästra regionen och Skopje. Dessutom gränsar den till Albanien och Kosovo. 

## Kommuner

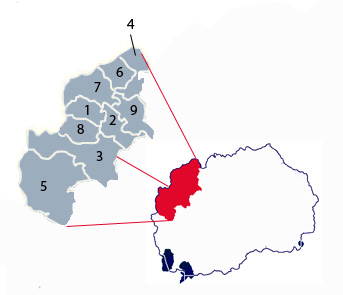
Statistiska regioner i Polog.

Polog är indelat i nio kommuner:
1. Bogovinje
2. Brvenica
3. Gostivar
4. Jegunovce
5. Mavrovo i Rostuša
6. Tearce
7. Tetovo
8. Vrapčište
9. Želino

## Demografi

### Invånarantal
| År   | Antal   | Förändringar |
| ---- | ------- | ------------ |
| 1994 | 282 432 | N/A          |
| 2002 | 304 125 | +8.24 %      |

### De största orterna
| Rank | Stad      | Invånarantal |
| ---- | --------- | ------------ |
| 1    | Tetovo    | 52 915       |
| 2    | Gostivar  | 35 847       |
| 3    | Bogovinje | 6 328        |
| 4    | Vrapčište | 4 874        |
| 5    | Želino    | 4 110        |
| 6    | Tearce    | 3 974        |
| 7    | Brvenica  | 2 918        |

### Etnisk fördelning
Den största etniska gruppen i Polog är albanerna.